# ジェイレン・ハーツ
ジェイレン・アレクサンダー・ハーツ（Jalen Alexander Hurts, 1998年8月7日 - ）は、アメリカ合衆国テキサス州ヒューストン出身のプロアメリカンフットボール選手。NFLのフィラデルフィア・イーグルスに所属している。ポジションはクォーターバック。

## 経歴

### ハイスクール
父親がヘッドコーチを務めるチャンネルビュー高等学校でプレーし、4年目のシーズンに2,384パス獲得ヤード、26のパッシングTD、1,391ラン獲得ヤード、25のラッシングTDを記録した。
主要サイトから4つ星評価を受け、2015年6月5日にアラバマ大学へコミットした。他には地元テキサス州のテキサスA&M大学からも熱烈に勧誘されていた。
高校時代はフットボール以外にパワーリフティングでも活躍。2年目のシーズンにはスクワットで230kgのバーベルを持ち上げている。

### カレッジ

#### アラバマ
1年目の2016年シーズンはパスで2,780ヤードを投げ、タッチダウン23回、インターセプト9回を記録。パス成功率は62.8％で、QBレーティングは139.12と非常に高い安定感を見せた。ランでも954ヤード、タッチダウン13回を記録し、クォーターバックの年間ラッシングヤードの学校記録を更新した。また、ラン・パス合わせて36回のタッチダウンは、2014年にブレイク・シムズが記録した年間タッチダウン記録（35回）を上回り、学校記録を更新している。この年、チームはレギュラーシーズンを12勝0敗という完璧な成績で終え、全米トップの大学クォーターバックに贈られるマニング賞の10人の最終候補に選出、プレーオフではSECチャンピオンシップで優勝し、SEC最優秀攻撃選手賞、SEC新人最優秀選手賞を受賞した。その後、チームはCFPナショナルチャンピオンシップまで進出したが、クレムソン大学に敗れて全米制覇はならなかった。

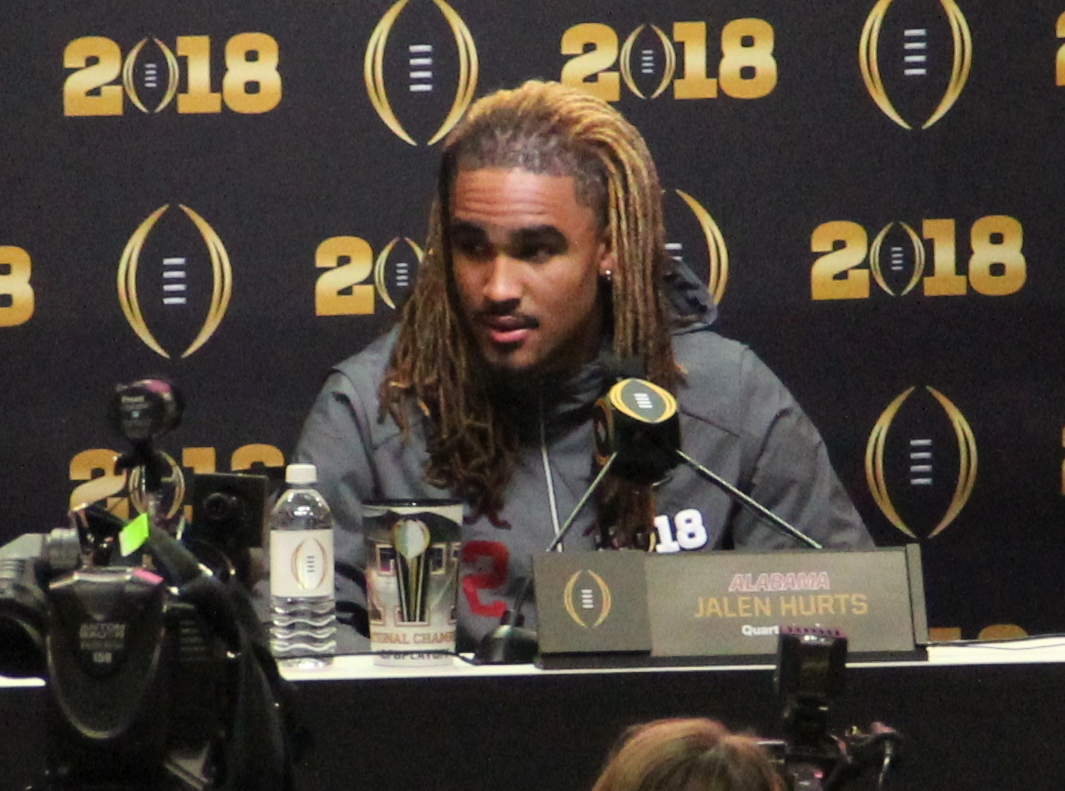
アラバマ大学でのハーツ
(2018年)

2017年シーズン、チームをレギュラーシーズン11勝1敗に導き、第4シードとしてカレッジフットボール・プレーオフに出場。この年の全米準決勝であるシュガーボウルで昨年決勝で敗れたクレムソン大学に勝利し、攻撃部門のMVPを受賞した。チームは2年連続でCFPナショナルチャンピオンシップに進出し、ジョージア大学と対戦。ハーフタイム時点で0-13とリードを許し、後半から当時1年生であったトゥア・タゴヴァイロアに交代させられた。タゴヴァイロアが延長戦に突入した試合を逆転勝利で制し、チームは全米制覇を果たした。
2018年シーズンはタゴヴァイロアの台頭により控えへ降格した。13試合に出場したが、先発は一度もなかった。2018年のSECチャンピオンシップでは負傷したタゴヴァイロアに代わって途中出場し、逆転勝利でシーズン13勝0敗を記録、プレーオフへの出場権を獲得した。その後、チームは3年連続でCFPナショナルチャンピオンシップに進出したが、クレムソン大学に敗れて準優勝となった。

#### オクラホマ

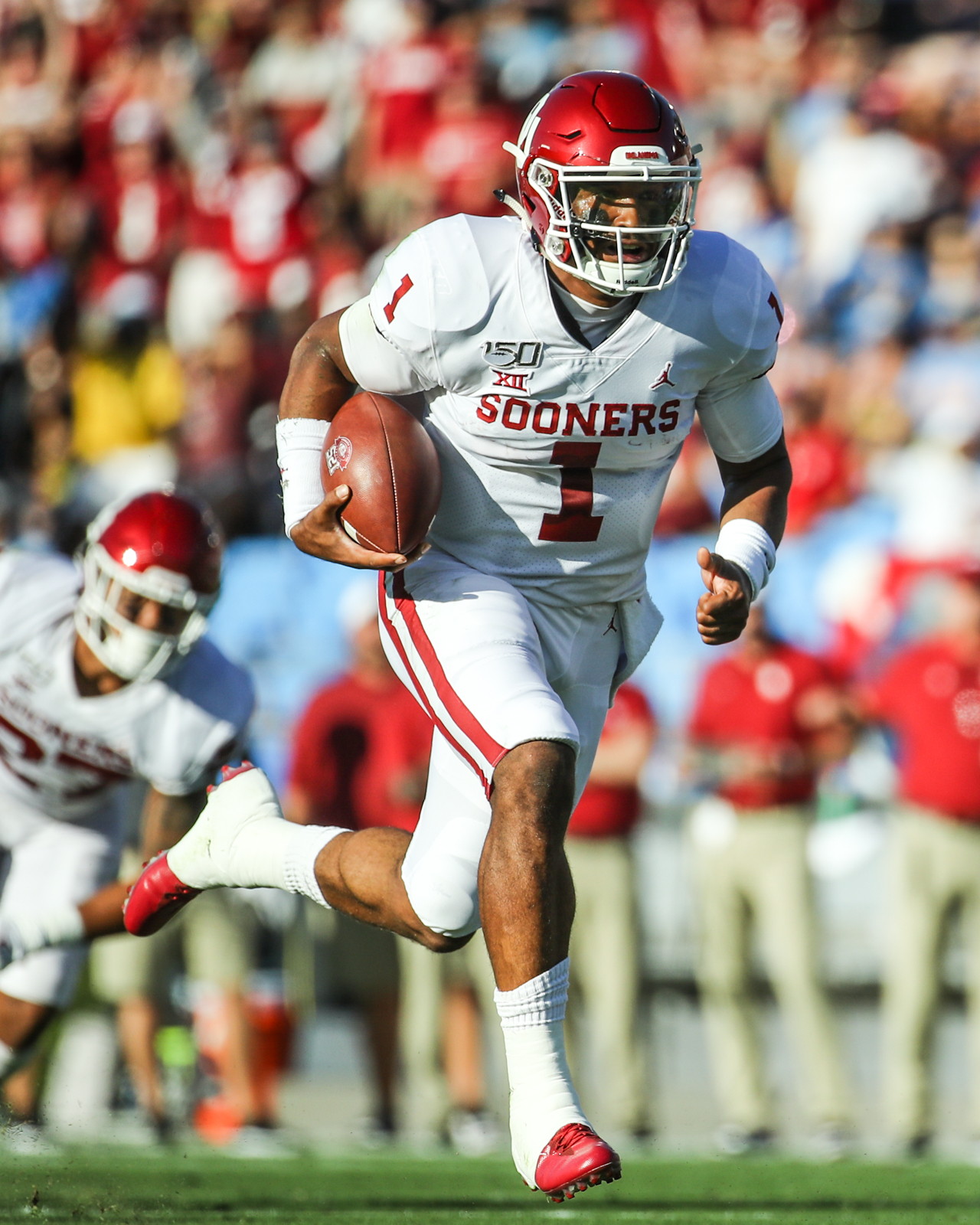
オクラホマ大学でのハーツ
(2019年)

2019年シーズンを前にオクラホマ大学へ転校した。
オクラホマ大学での初戦で2015年にベイカー・メイフィールドが記録した大学のデビュー戦での獲得ヤード記録を破り、ラン・パス合計で508ヤードを記録した。その後、チームをプレーオフ出場まで導いたが、準決勝のピーチボウルでLSUに28-63で敗れてシーズンを終えた。この年のハイズマン賞の投票では2位だった。このシーズン終了後、2020年のNFLドラフトへアーリーエントリーした。

#### 個人成績
| シーズン   | チーム     | 試合     | 試合     | パス      | パス      | パス      | パス        | パス     | パス     | パス          | ラン      | ラン        | ラン             | ラン     |
| シーズン   | チーム     | 出場     | 先発     | 成功 回数 | 試投 回数 | 成功 確率 | 獲得 ヤード | TD       | Int      | レイテ ィング | 試行 回数 | 獲得 ヤード | 平均 獲得 ヤード | TD       |
| アラバマ   | アラバマ   | アラバマ | アラバマ | アラバマ  | アラバマ  | アラバマ  | アラバマ    | アラバマ | アラバマ | アラバマ      | アラバマ  | アラバマ    | アラバマ         | アラバマ |
| ---------- | ---------- | -------- | -------- | --------- | --------- | --------- | ----------- | -------- | -------- | ------------- | --------- | ----------- | ---------------- | -------- |
| 2016       | アラバマ   | 15       | 14       | 240       | 382       | 62.8      | 2,780       | 23       | 9        | 139.1         | 191       | 954         | 5.0              | 13       |
| 2017       | アラバマ   | 14       | 14       | 154       | 255       | 60.4      | 2,081       | 17       | 1        | 150.2         | 154       | 855         | 5.6              | 8        |
| 2018       | アラバマ   | 13       | 0        | 51        | 70        | 72.9      | 765         | 8        | 2        | 196.7         | 36        | 167         | 4.6              | 2        |
| オクラホマ |            |          |          |           |           |           |             |          |          |               |           |             |                  |          |
| 2019       | オクラホマ | 14       | 14       | 237       | 340       | 69.7      | 3,851       | 32       | 8        | 191.2         | 233       | 1,298       | 5.6              | 20       |
| 通算       | 通算       | 56       | 42       | 682       | 1,047     | 65.1      | 9,477       | 80       | 20       | 162.6         | 614       | 3,274       | 5.3              | 43       |

### フィラデルフィア・イーグルス
| 6 ft 1 in (185 cm)          | 222 lb (101 kg) | 31+3⁄4 in (81 cm) | 9+3⁄4 in (25 cm) | 4.59 s | 1.60 s | 2.65 s | 35.0 in (89 cm) | 10 ft 5 in (3.18 m) | 21 |
| All values from NFL Combine |                 |                   |                  |        |        |        |                 |                     |    |

2020年のNFLドラフトにて2巡目全体53位でフィラデルフィア・イーグルスから指名され、その後4年総額600万ドルのルーキー契約を結んだ。

#### 2020年シーズン

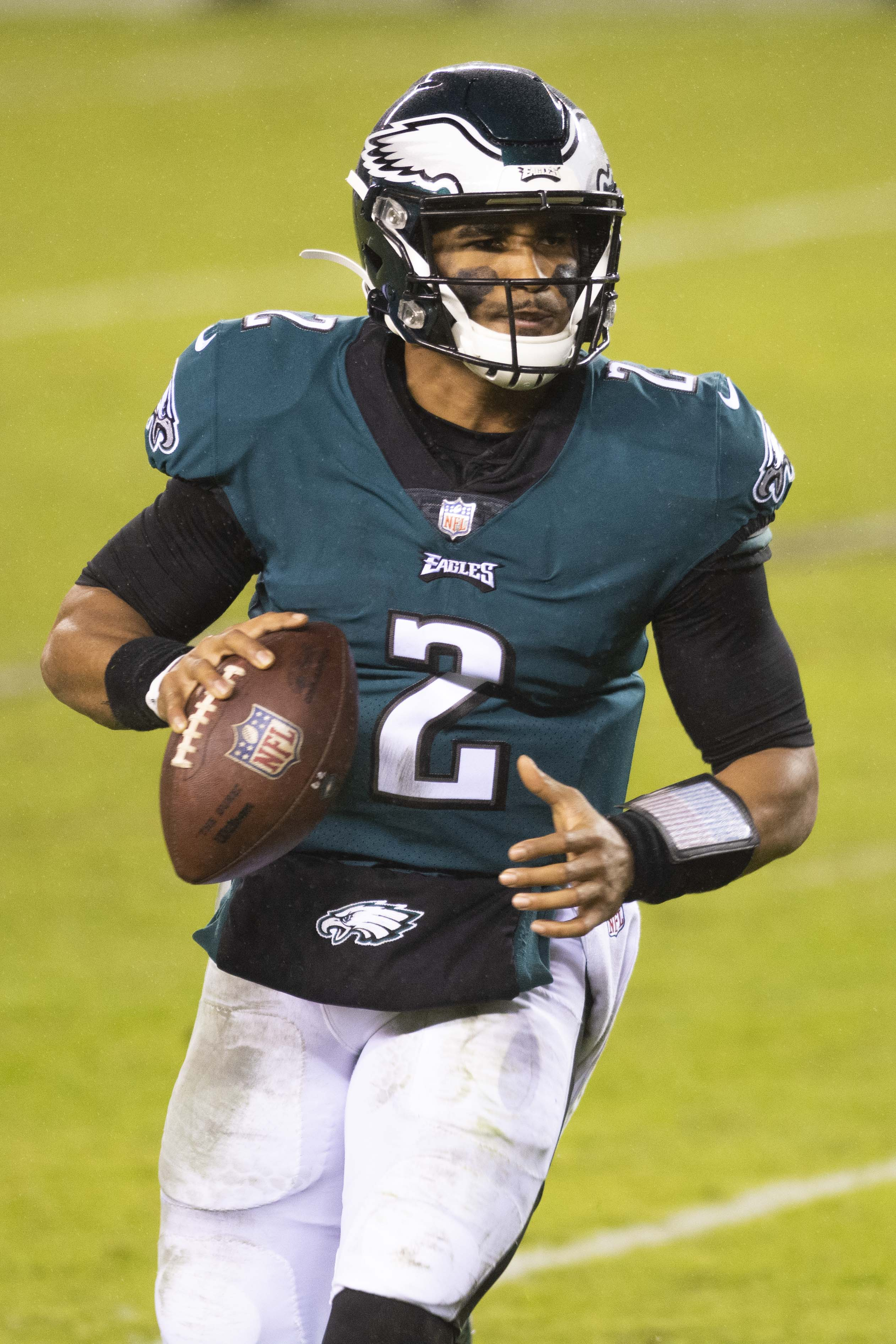
2020年のハーツ

1年目のシーズンは主にカーソン・ウェンツの控えとして起用された。第13週のグリーンベイ・パッカーズ戦で不調なウェンツに代わり途中出場した。この試合で、グレッグ・ウォードへのパスでキャリア初のパッシングTDを記録した。第14週のニューオーリンズ・セインツ戦で初めて先発に指名された。NFL初先発のこの試合で、パスで30回中17回成功、167パス獲得ヤードと1タッチダウンを記録し、24-21で勝利した。第15週のアリゾナ・カージナルス戦では338パス獲得ヤード、63ラン獲得ヤードと1ラッシングTDを記録したが、33-26で敗れた。第16週のダラス・カウボーイズ戦では、342パス獲得ヤード、1つのパッシングTD、2インターセプト、69ラン獲得ヤードを記録したが、37-17で敗れた。第17週のワシントン・フットボールチーム戦では72ラン獲得ヤード、2つのパッシングTD、34ラン獲得ヤードを記録するなど活躍していたが、試合終盤に交代させられ、チームも敗れた。この起用法が「（ドラフト指名権の順位を高めるために）故意に試合に負けようとしている」という疑惑を持たれ、ヘッドコーチのダグ・ピーダーソンはこの試合後に解雇された。

#### 2021年シーズン

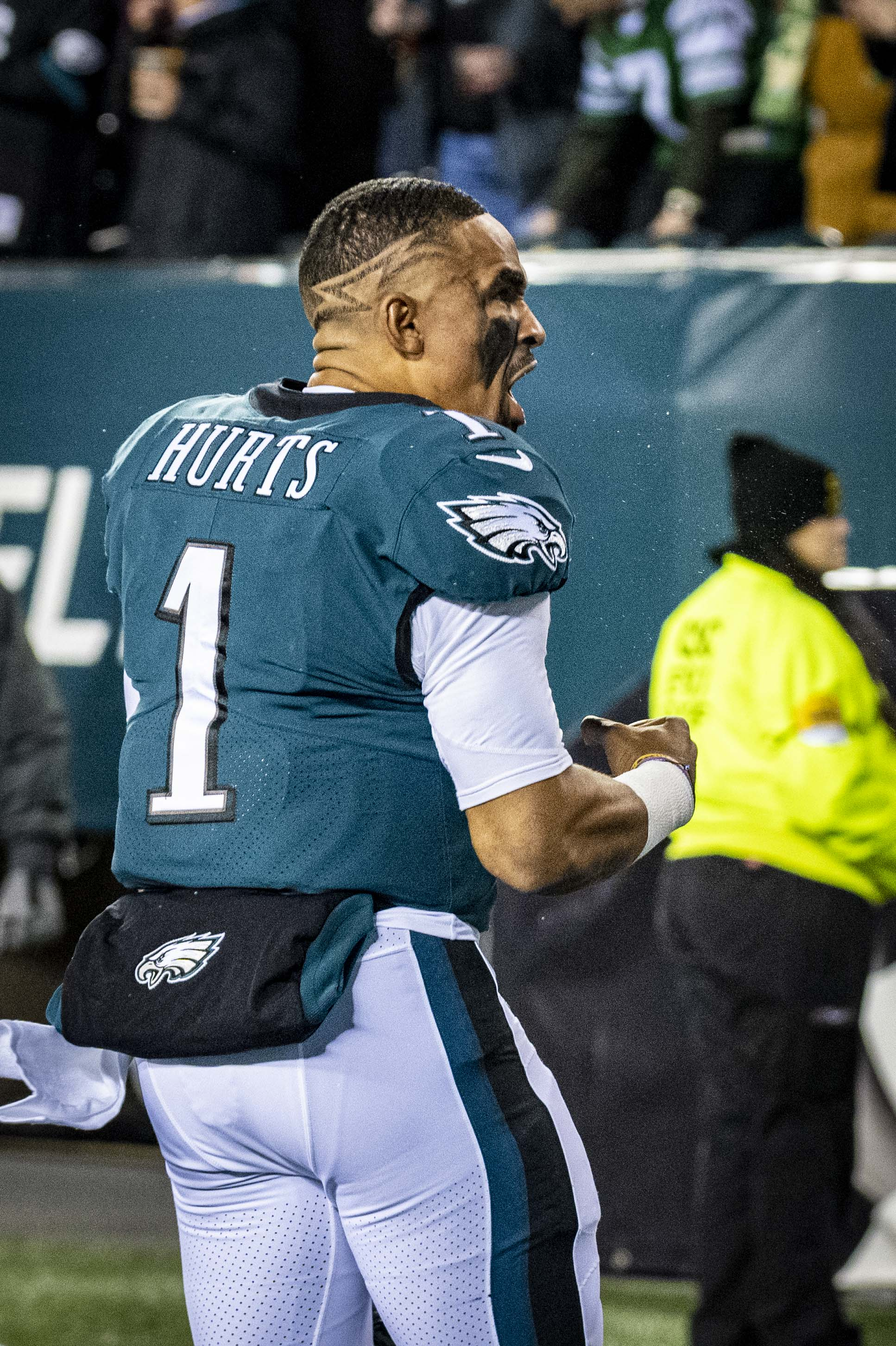
2021年のハーツ

ウェンツの移籍に伴い、このシーズンから先発に定着した。また、背番号を2から1へ変更した。
アトランタ・ファルコンズとの開幕戦では、タッチダウン3回、QBレーティング126.4を記録し、32-6で勝利した。第12週のニューヨーク・ジャイアンツ戦で足首を負傷し、翌週のニューヨーク・ジェッツ戦まで欠場した。その後、第15週のワシントン・フットボールチーム戦で復帰し、27-17で勝利した。
第17週のワシントン・フットボールチーム戦を20-16で勝利し、サンフランシスコ・49ersとグリーンベイ・パッカーズが勝利したことで、チームはプレーオフ進出を決めた。レギュラーシーズンを終えて、3,144パス獲得ヤード、16のパッシングTD、9インターセプトに加え、139回のキャリーで784ラン獲得ヤード、10ラッシングTDを記録した。ラッシングヤードとラッシングTDの記録は、クォーターバックの中ではリーグ1位であった。
NFC7位でプレーオフに進出し、ワイルドカード・ラウンドのタンパベイ・バッカニアーズ戦では234パス獲得ヤード、1つのタッチダウンを記録したが、ファンブル1回、2つのインターセプトを記録するなどミスも目立ち、チームも試合に敗れてシーズンを終えた。

#### 2022年シーズン

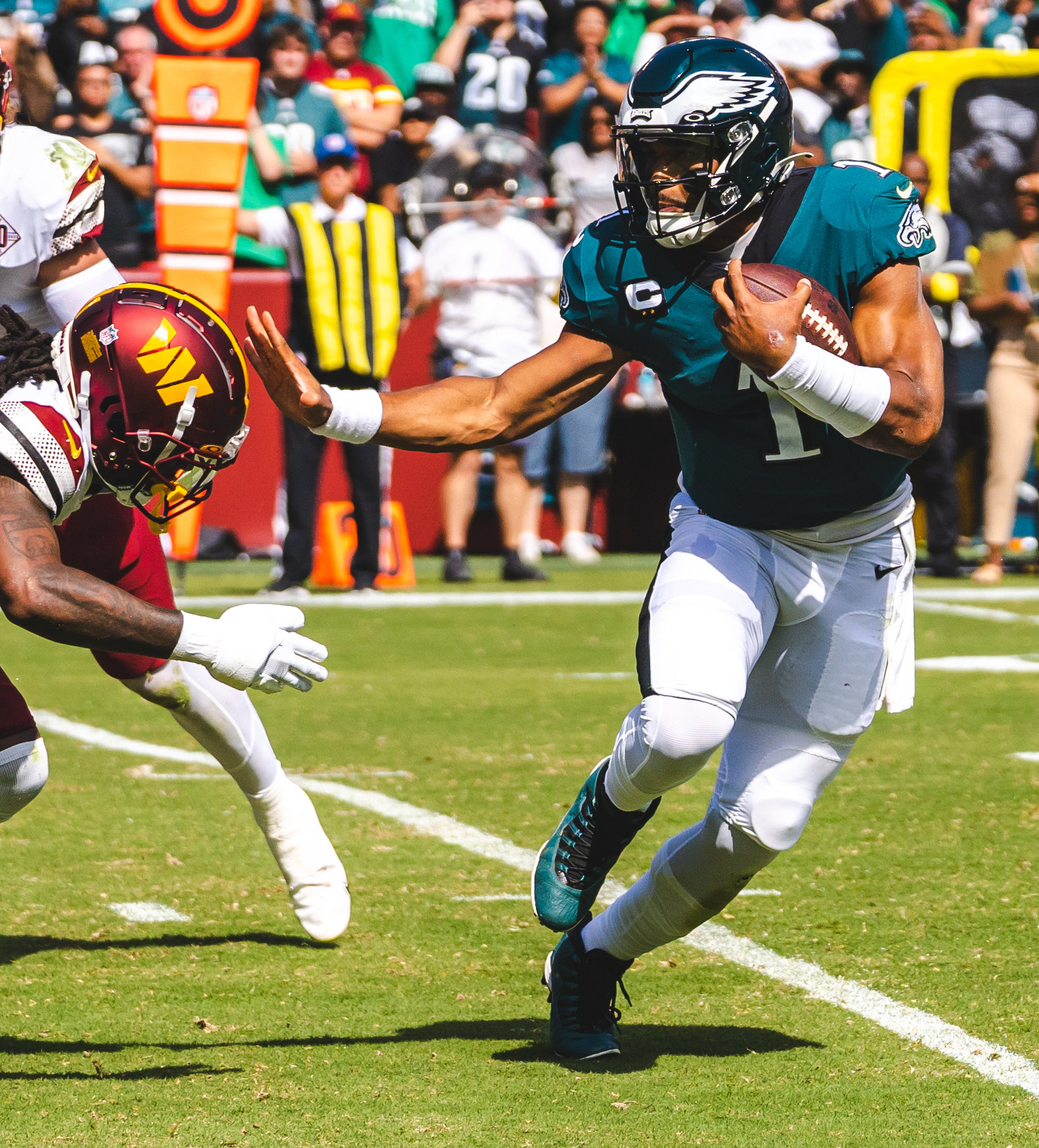
2022年のハーツ

シーズン開幕から好調であり、その活躍によって、9月に自身初でイーグルスの選手としては2017年以来となるNFC月間最優秀攻撃選手に選ばれた。第9週のワシントン・コマンダース戦で敗れるまで8連勝を記録し、イーグルスの連勝記録を更新した。
第12週のパッカーズ戦で、157ラン獲得ヤード、153パス獲得ヤード、2つのタッチダウンを記録し、NFCの週間最優秀攻撃選手に選出された。また、1試合で150ヤード以上のラン・150ヤード以上のパスヤード・複数のパスタッチダウンの記録はNFL初であった。第13週のテネシー・タイタンズ戦では、380パス獲得ヤード、合計4タッチダウン（パス3回、ラン1回）を記録し、イーグルスでは初めての、1試合で350ヤード以上のパス・3パスタッチダウン・ランタッチダウンを記録した選手となった。
レギュラーシーズンを14勝1敗で終え、フランチャイズ記録とタイである合計35タッチダウン（パス22回、ラッシング13回）に対してインターセプトはわずか6回、パスで3701ヤードを投げ、QBレーティング101.5を記録した。この活躍により、自身初となるプロボウル、オールプロセカンドチームに選出された。また、シーズンMVPのファイナリストにも選出された。
プレーオフではNFCの第1シードとなり、ディビジョナルラウンドでニューヨーク・ジャイアンツと対戦し、38-7で勝利した。その後、NFCチャンピオンシップゲームでサンフランシスコ・49ersに31-7で勝利し、自身初のNFCチャンピオンに輝いた。この試合で121パス獲得ヤード、39ラン獲得ヤード、1つのラッシングTDを記録した。カンザスシティ・チーフスと対戦した第57回スーパーボウルでは、オープニングドライブからQBスニークでタッチダウンを挙げるなどパス・ラッシング合わせて4つのタッチダウンをあげる活躍をみせたが、自身のファンブルからそのままリカバータッチダウンを喫するなどして35-38で敗れた。

#### 2023年シーズン
2023年4月17日にイーグルスと当時のNFL史上最高額となる5年総額2億5,500万ドルの契約延長に合意した（10日後にラマー・ジャクソンが更新）。契約にはトレード拒否権も含まれている。
第8週のワシントン・コマンダース戦で319パス獲得ヤードを記録して勝利し、NFCの週間に最優秀攻撃選手に選出された。翌週のカウボーイズ戦でキャリア通算33個目のラッシングTDを記録し、ランドール・カニングハムを抜きイーグルスのクォーターバックにおける最多記録を更新した。第12週のバッファロー・ビルズ戦でシーズン10度目のラッシングTDを記録し、3年連続でシーズン10個以上のラッシングTDを記録したNFL史上初のクォーターバックとなった。第15週のジャイアンツ戦でシーズン15度目のラッシングTDを記録し、2011年のキャム・ニュートンを抜き、クォーターバックによるシーズン最多ラッシングTDの記録を更新した。第18週のジャイアンツ戦で試合開始早々に右手中指を脱臼して退場。翌週行われたプレーオフ、ワイルドカードラウンドのバッカニアーズ戦に強行出場したが、9-32で敗れた。その後、2年連続となるプロボウルに選出された。このシーズンはパッシングTD（23）とラッシングTD（15）でいずれもキャリアハイを記録したが、一方でインターセプト（15）とファンブルロスト（5）はキャリアワーストを記録し、年間を通して不安定なパフォーマンスとなった。

#### 2024年シーズン
ブラジルで開催されたグリーンベイ・パッカーズとの開幕戦で278パス獲得ヤード、2つのパッシングTD、2つのインターセプトを記録し勝利した。第10週のカウボーイズ戦ではパス、ラン合計で4つのタッチダウンを記録し、34-6で勝利した。開幕当初は2勝2敗だったが、そこから球団史上初となる10連勝を記録し、4年連続のプレーオフ出場を決めた。第16週のコマンダース戦で第1Qに脳震盪を起こして退場し、控えのケニー・ピケットが出場したが、チームは33-36で敗れ連勝が止まった。脳震盪の影響でシーズン最後の2試合は欠場したが、プレーオフで復帰。ワイルドカード・ラウンドのパッカーズ戦で22-10で勝利し、ディビジョナル・ラウンドのロサンゼルス・ラムズ戦では28-22で勝利した。NFCチャンピオンシップのコマンダース戦ではターンオーバーなしでパス、ラン合計4つのタッチダウンを記録し、55-23と大勝した。スーパーボウルでは2年前に敗れたチーフスと再び対戦し、221パス獲得ヤード、2つのパッシングTD、1つのインターセプト、72ラン獲得ヤード、1つのラッシングTDを記録。試合は40-22で勝利し、スーパーボウルMVPを受賞した。

## プレースタイル
イーグルスの戦術により、短い残りヤードでのQBスニークが多く、90%以上の成功率を誇る。ラグビーのモールに類似した戦術により、ハーツは他のプレーヤーに体を押されてゲインする。

## 人物
兄のアベリオンも元アメリカンフットボール選手で、テキサス・サザン大学で先発のクォーターバックを務めていた。アベリオンとジェイレンが共にカレッジフットボールをプレーしていた2016年シーズン、両親は毎週どちらか一方がアベリオンの試合、もう一方がジェイレンの試合を観戦していた。2024年9月13日に大学時代から交際していたブリオナ・リベラ・バローズと婚約した。
パプテストであり、「私は神をすべての中心に置いている。私は神にすべての賛美を捧げ、常に神に頼っている。そして、すべては本来あるべきように展開することを知っている。」と語っている。
2022年6月20日に「HURTS SO GOOD」というフレーズの商標を申請した。商標登録によれば、「男性用、女性用、子供用の衣類、すなわちシャツ、ジャケット、スウェットシャツ、パンツ、ショーツ、ベスト、手袋、ソックス、セーター、下着、スカート、帽子、ベルト」を含む衣類ラインに使用される予定である。
2022年にクリスマス・アルバム『A Philly Special Christmas』にヴォーカルで参加した。
2023年5月にオクラホマ大学の大学院で人間関係学の修士号を取得した。
代理人やSNSの管理、マーケティングなど、自身を支えるスタッフには全て女性を雇用している。2021年のインタビューで女性のエンパワーメントと、スポーツ界における女性の活躍を讃えている。

## 詳細情報

### 年度別成績
| 説明 | 説明               |
| ---- | ------------------ |
|      | スーパーボウル制覇 |
|      | リーグ最高         |
| 太字 | キャリアハイ       |

#### レギュラーシーズン
| シーズン | チーム | 試合 | 試合 | 試合  | パス      | パス      | パス      | パス        | パス             | パス             | パス | パス | パス          | ラン      | ラン        | ラン             | ラン             | ラン | 被サック | 被サック    | ファンブル | ファンブル |
| シーズン | チーム | 出場 | 先発 | 勝敗  | 成功 回数 | 試投 回数 | 成功 確率 | 獲得 ヤード | 平均 獲得 ヤード | 最長 獲得 ヤード | TD   | Int  | レーテ ィング | 試行 回数 | 獲得 ヤード | 平均 獲得 ヤード | 最長 獲得 ヤード | TD   | 回数     | 喪失 ヤード | 回数       | ロスト     |
| -------- | ------ | ---- | ---- | ----- | --------- | --------- | --------- | ----------- | ---------------- | ---------------- | ---- | ---- | ------------- | --------- | ----------- | ---------------- | ---------------- | ---- | -------- | ----------- | ---------- | ---------- |
| 2020     | PHI    | 15   | 4    | 1–3   | 77        | 148       | 52.0      | 1,061       | 7.2              | 81               | 6    | 4    | 77.6          | 63        | 354         | 5.6              | 24               | 3    | 13       | 59          | 9          | 2          |
| 2021     | PHI    | 15   | 15   | 8–7   | 265       | 432       | 61.3      | 3,144       | 7.3              | 91               | 16   | 9    | 87.2          | 139       | 784         | 5.6              | 31               | 10   | 26       | 150         | 9          | 2          |
| 2022     | PHI    | 15   | 15   | 14–1  | 306       | 460       | 66.5      | 3,701       | 8.0              | 68               | 22   | 6    | 101.5         | 165       | 760         | 4.6              | 42               | 13   | 38       | 231         | 9          | 2          |
| 2023     | PHI    | 17   | 17   | 11–6  | 352       | 538       | 65.4      | 3,858       | 7.2              | 63               | 23   | 15   | 89.1          | 157       | 605         | 3.8              | 24               | 15   | 36       | 222         | 9          | 5          |
| 2024     | PHI    | 15   | 15   | 12–3  | 248       | 361       | 68.7      | 2,903       | 8.0              | 67               | 18   | 5    | 103.7         | 150       | 630         | 4.2              | 35               | 14   | 38       | 271         | 9          | 5          |
| 通算     | 通算   | 77   | 66   | 46–20 | 1,248     | 1,939     | 64.4      | 14,667      | 7.6              | 91               | 85   | 39   | 93.5          | 674       | 3,133       | 4.6              | 42               | 55   | 151      | 933         | 45         | 16         |

#### ポストシーズン
| シーズン | チーム | 試合 | 試合 | 試合 | パス      | パス      | パス      | パス        | パス             | パス             | パス | パス | パス          | ラン      | ラン        | ラン             | ラン             | ラン | 被サック | 被サック    | ファンブル | ファンブル |
| シーズン | チーム | 出場 | 先発 | 勝敗 | 成功 回数 | 試投 回数 | 成功 確率 | 獲得 ヤード | 平均 獲得 ヤード | 最長 獲得 ヤード | TD   | Int  | レーテ ィング | 試行 回数 | 獲得 ヤード | 平均 獲得 ヤード | 最長 獲得 ヤード | TD   | 回数     | 喪失 ヤード | 回数       | ロスト     |
| -------- | ------ | ---- | ---- | ---- | --------- | --------- | --------- | ----------- | ---------------- | ---------------- | ---- | ---- | ------------- | --------- | ----------- | ---------------- | ---------------- | ---- | -------- | ----------- | ---------- | ---------- |
| 2021     | PHI    | 1    | 1    | 0-1  | 23        | 43        | 53.5      | 258         | 6.0              | 35               | 1    | 2    | 60.0          | 8         | 39          | 4.9              | 11               | 0    | 2        | 14          | 1          | 0          |
| 2022     | PHI    | 3    | 3    | 2-1  | 58        | 87        | 66.7      | 579         | 6.7              | 45               | 3    | 0    | 96.9          | 35        | 143         | 4.1              | 28               | 5    | 4        | 8           | 2          | 1          |
| 2023     | PHI    | 1    | 1    | 0-1  | 25        | 35        | 71.4      | 250         | 7.1              | 55               | 1    | 0    | 100.9         | 1         | 5           | 5.0              | 5                | 0    | 3        | 16          | 0          | 0          |
| 2024     | PHI    | 4    | 4    | 4−0  | 65        | 91        | 71.4      | 726         | 8.0              | 46               | 5    | 1    | 108.6         | 34        | 194         | 5.7              | 44               | 5    | 13       | 100         | 1          | 0          |
| 通算     | 通算   | 9    | 9    | 6–3  | 171       | 256       | 66.8      | 1,813       | 7.1              | 55               | 10   | 3    | 95.4          | 78        | 381         | 4.9              | 44               | 10   | 22       | 138         | 4          | 1          |